# پیکارگسل
«پیکارگُسَل» (انگلیسی: Warbreaker) رمان فانتزی تک‌جلدی نوشتهٔ برندن سندرسن است. سندرسن پیش‌نویس‌های کتاب را به صورت فصل‌به‌فصل تحت مجوز کرییتیو کامنز منتشر کرد که از طریق وبسایت او قابل دسترسی است. نسخهٔ نهایی کتاب از سوی انتشارات تور بوکز در ۹ ژوئن ۲۰۰۹ منتشر شد. «انتشارات هوپا» در سال 2021 طی قراردادی از «Dragonsteel» حق کپی رایت برای انتشار ترجمه فارسی این اثر تحت عنوان «پیکارگسل» را خریداری نمود.

## ترجمه فارسی در ایران
این کتاب در سال 1402 با کپی‌رایت رسمی از سوی نویسنده در انتشارات هوپا به زبان فارسی چاپ شده است که خلاصه پشت‌جلد آن در زیر موجود است:
در دنیای پیکارگسل هر انسانی از بدو تولد قدرتی نهان دارد: دَم؛ دمی که در کنار استفاده از رنگ‌ها می‌تواند به اجسام و اجساد جان ببخشد و آن‌ها را فرمان‌پذیر کند، چیزی که به صاحب دم قدرتی جادویی می‌دهد که آن را سِهر می‌نامند.
زمانی که دو کشور همسایه تنها به قدر یک صلح‌نامه تا جنگ فاصله دارند، شاهدختی از ادریس به عقد ایزدشاه هراس‌انگیز هالندرن در‌می‌آید تا مگر با این کار آتش جنگ فرو‌بنشیند. آیا او می‌تواند جلوی جنگ و نابودی ادریس را بگیرد؟

در دربار هالندرن کفه‌ی ترازو به نفع جنگ‌طلبان سنگینی می‌کند و نورنغمه، یکی از ایزدان بازگشته -آنانی که پس از مرگ سلحشورانه‌شان بی‌هیچ خاطره‌ای از زندگی گذشته بازتولد یافته‌اند- ناخواسته در ورطه‌ی بازی‌های سیاسی می‌افتد. آیا او می‌تواند جلوی آتش‌افروزان جنگ‌طلب را بگیرد و سر از نقشه‌هایشان درآورد؟
پایتخت هالندرن اما میزبان شاهدختی دیگر از ادریس است؛ دختری که با کمک متحدانش در پی نجات خواهرش از چنگ ایزدشاه و سرزمینش از جنگ است. آیا او می‌تواند خواهرش را صحیح و سالم به ادریس برگرداند و همین‌طور صلح را؟
در این میان ساهری مرموز با شمشیری سخنگو به نام شب‌جوهر هر روز در گوشه‌ای از شهر دست به اقداماتی مکارانه می‌زند. آیا این آشوب‌ها همه را به کام مرگبار جنگ می‌کشاند؟
سرنوشت را چه کسی رقم می‌زند؟ فرجام این دنیا چه می‌شود؟ 

## داستان کلی
داستان دربارهٔ دو خواهر از کشوری به نام ادریس است که برای ازدواج با ایزدشاه، پایشان به کشور همسایه یعنی «هالندرن» باز می‌شود، در دنیایی سرشار از رنگ که جادویی به نام «سِهر» توسط «ساهران» برای خلق ایجازهایی بسیار به کار بسته می‌شود، دو خواهر در میان ایزدان و مزدوران به دنبال راهی برای نجات کشور خودشان از جنگ می‌گردند و در این راه انتخاب‌ها و اقداماتی که انجام می‌دهند می‌تواند سرنوشت تمام دنیایشان را دستخوش تغییر کند...
سیاره‌ی این کتاب «نالتیث» نام دارد و در کیهانِ «کیهابرم» (انگلیسی: Cosmere) واقع شده و است.

## شخصیت‌ها
- ویوانا: (انگلیسی: Vivenna) دختر ارشد شاه ادریس ـ دیدلین ـ که از نظر مردمش الگویی برای ساده‌زیستی و بی‌آلایشی‌ست. او از هر نظر نمونه‌ی بارز یک ادریسی است و بسیار به پروردگار یگانه‌شان (آسترا) معتقد است. او تمام عمرش را برای ازدواج با حاکم مستبد و اهریمنی هالندرن (ایزدشاه سوسبران) تعلیم دیده است.

- صیری: (انگلیسی: Siri) کوچک‌ترین شاهدخت ادریس و خواهر ویوانا که در عوض خواهرش برای ازدواج با ایزدشاه فرستاده می‌شود. او از هر نظر متضاد با خواهرش است و همواره سرکش، نافرمان، پرشور و ماجراجوست.
- سوسبران: (انگلیسی: Susebron) ایزدشاه مرموز هالندرن که هزاران دم دارد و در زمره‌ی قوی‌ترین ساهران است.
- وشر: (انگلیسی: Vasher) غریبه‌ای مرموز و ناشناس که در شهر دست به اقداماتی کارشکنانه و قتل می‌زند.
- شب‌جوهر: (انگلیسی: Nightblood) شمشیری سخنگو که تیغه‌ای تماماً سیاه و نیامی تماماً نقره‌ای دارد و هرگاه از غلاف بیرون بیاید دود می‌کند و از آن جوهری سیاه رنگ چکه می‌کند.
- نورنغمه: (انگلیسی: Lightsong) یکی از ایزدان بازگشته‌ی هالندرن، ایزد شجاعت، که به یزدانّیت خود ناباور است و عاشق به چالش کشیدن باورها و توقعات کاهنانش است.
- لاریمار: (انگلیسی: Llarimar) کاهن اعظم نورنغمه.
- دنث: (انگلیسی: Denth) مزدوری توانمند و باهوش که تحت استخدام ویوانا درمی‌آید.
- آزرم‌ریس: (انگلیسی: Blushweaver) از ایزدان بازگشته‌ی پرنعمت.
- تانک‌فاح: (انگلیسی: Tank Fah) دوست دنث، مزدوری تحت استخدام ویوانا.
- کلوخ:  (انگلیسی: Clog) موجودی نازنده که با سهر به زندگی بازگشته و اکنون تحت خدمت دنث و زیور است.
- تریلیدیس: (انگلیسی: Treledees) کاهن اعظم ایزدشاه، سوسبران.
- پارلین: (انگلیسی: Parlin) دوست ویوانا که همراه وی به هالندرن می‌آید. [۳]